# БОР-5
БОР-5 (безпилотен орбитален ракетоплан) е експериментален апарат, умален модел (в мащаб 1:8) на орбиталния кораб Буран. Използван е за проверка на аеродинамичните характеристики, разпределяне на налягането по повърхността на апарата, за определяне на топлинните натоварвания, както и за проверка на аеродинамичните показатели, приложени при проектирането на Буран. БОР-5 е построен в Експерименталния машиностроителен завод (ЕМЗ) „Мясищев“ с участието на специалисти от Летателно-изпитателния институт и Научно-производствено обединение (НПО) „Молния“.

## Изстрелване
БОР-5 стартира с помощта на ракета-носител (РН) ДО-65М-РБ5 (модификация на РН Космос-3М) от космодрума Капустин Яр по посока езерото Балхаш в суборбитална траектория. Апаратът има далечина на полета 2000 km и максимална височина на траекторията 210 km. След отделяне от ракетата, ракетопланът навлиза в плътните слоеве на атмосферата и извършва управляем полет, съответстващ на разчетната траектория на кораба Буран. На височина 7-8 km апаратът навлиза в стръмна спирала за намаляване скоростта на полета, след което на височина от 3 km, се отваря парашут, с помощта на който БОР-5 каца с вертикална скорост от 7-8 m/s.
Във Флорида един от ракетопланите е обявен за продажба на цена от $155 000.

## Полети
Осъществени са общо пет старта на БОР-5. Първият, на 6 юли 1984 г. е неуспешен: апаратът не се отделя от ракетата-носител. Следващите четири изстрелвания през периода 1985 – 1988 г. са успешни.
| № | вариант   | дата             | старт     |
| - | --------- | ---------------- | --------- |
| 1 | Модел 501 | 6 юли 1984       | неуспешен |
| 2 | Модел 502 | 17 април 1985    | успешен   |
| 3 | Модел 503 | 27 декември 1986 | успешен   |
| 4 | Модел 504 | 27 август 1987   | успешен   |
| 5 | Модел 505 | 22 юни 1988      | успешен   |

## Настоящо местонахождение
Към настоящия момент са запазени два апарата БОР-5:
- БОР-5, Модел 502 - в Централния музей на ВВС, Монино, Русия
- БОР-5, Модел 505 - в Музея на техниката, Шпайер, Германия